# Nhà thờ Chúa Ba Ngôi ở Bratislava
Nhà thờ Chúa Ba Ngôi ở Bratislava (tiếng Slovakia: Kostol Najsvätejšej Trojice v Bratislavskej) là một nhà thờ được xây dựng theo phong cách kiến trúc Baroque, tọa lạc trong khu Phố cổ của thành phố Bratislava, Slovakia. Vào ngày 23 tháng 10 năm 1963, nhà thờ này được ghi danh vào Danh sách Di tích Trung ương theo quyết định của Bộ Văn hóa Cộng hòa Slovakia.
Nhà thờ Chúa Ba Ngôi ở Bratislava là một trong số ít các di tích kiến trúc thuộc lãnh thổ của khu định cư lâu đài Zuckermandel trước đây đã may mắn thoát khỏi tình trạng bị hư hại trong thập niên 1960. Hiện nay, nhà thờ này vẫn được sử dụng cho các mục đích phụng vụ và là một chi nhánh của Giáo xứ Thánh Martino.

## Lịch sử
Viên đá đầu tiên của nhà thờ được đặt vào ngày 15 tháng 4 năm 1734. Viên đá góc tường này đã được cha sở, Giám mục Jozef Berényi thánh hiến. Bốn năm sau, lễ cung hiến nhà thờ diễn ra vào ngày 18 tháng 5 năm 1738. Nguồn gốc của nhà thờ có lẽ có liên quan đến các hoạt động truyền giáo của Tổng giám mục Esztergom và cha linh trưởng người Hungary Imrich Esterházy. Theo ý kiến của một nhà sử học nghệ thuật người Hungary tên là Pála Voit (1909 - 1988), tác giả thiết kế tòa nhà của nhà thờ có thể là kiến trúc sư người Áo Franz Anton Pilgram.